# Santa Eufémia (Leiría)
Santa Eufémia era una freguesia portuguesa del municipio de Leiría, distrito de Leiría.

## Historia
Fue suprimida el 28 de enero de 2013, en aplicación de una resolución de la Asamblea de la República portuguesa promulgada el 16 de enero de 2013 al unirse con la freguesia de Boa Vista, formando la nueva freguesia de Santa Eufémia e Boa Vista.